# Kurefjordens naturreservat
Kurefjordens naturreservat är ett 4,8 km² stort naturreservat i Moss och Råde kommuner i Østfold fylke i sydöstra Norge. Reservatet omfattar den inre delen av Kurefjorden med tillhörande holmar och skär. Området är sedan den 24 juli 1985 med på Ramsarlistan.

## Fauna
Reservatet är viktigt för bland annat andfåglar och vadarfåglar under större delen av året. Totalt har omkring 250 fågelarter registrerats i reservatet, flera av dessa häckar i området.

## Flora
På grunt vatten växer bandtång och natingar. Det finns även saltört, rödnarvar, gulkämpar, strandkrypa och havssälting. Mindre bestånd av bladvass, havssäv och halvgräs finns spridda i reservatet.
1. 1 2 3 4 5 6 7 8 9  ”Kurefjorden” (på norska). Naturbase. Miljødirektoratet. http://faktaark.naturbase.no/Vern?id=VV00000834. Läst 3 augusti 2014.
2. ↑  ”Summary Description Norway 3NO003” (på engelska). The Ramsar Sites Database. Ramsar & Wetlands International. Arkiverad från originalet den 25 mars 2014. https://web.archive.org/web/20140325154909/http://ramsar.wetlands.org/Database/SearchforRamsarsites/tabid/765/Default.aspx. Läst 3 augusti 2014.